# یربعام

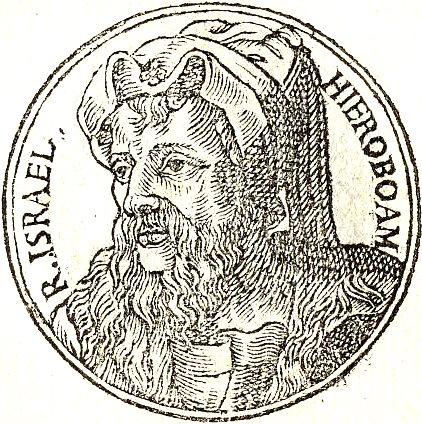
تصویری خیالی از یربعام مربوط به سدهٔ شانزدهم میلادی

یربعام (به عبری: ירְָבָעם) نخستین پادشاه پادشاهی شمالی اسرائیل بود. وی به مدت ۲۲ سال در پیرامون سال‌های ۹۳۱ تا ۹۱۰ پیش از میلاد پادشاهی نمود.

## سرگذشت
پدر یربعام نباط از شهر صردهٔ افرائیم بود و مادرش صروعه نام‌داشت. او را در کتب پادشاهان جوانی قوی و فعال خوانده‌اند که سلیمان در ساخت استحکامات نزدیک اورشلیم وی را ناظر بر کارگران قبایل افرایم و مناسه نمود. اخیای نبی از شورش او پشتیبانی نمود و به وی وعدهٔ پادشاهی بر ده سبط بنی‌اسرائیل را داد. شورش یربعام در نیمهٔ دوم پادشاهی سلیمان روی‌داد. او توانست سیصد گردونه فراهم‌آورد و در شهر صرده سنگر گیرد. سرانجام، یربعام شکست‌خورد و به مصر گریخت و به پادشاه آن سامان -شیشق- پناهنده‌شد. به موجب کتاب هفتادگانی پادشاه مصر خواهر خود را به عقد یربعام درآورد و حاصل این ازدواج پسری به نام ابیا شد.
یربعام تا مرگ سلیمان در مصر ماند و سپس به اسرائیل بازگشت. در آن زمان، ریش‌سفیدان بنی‌اسرائیل از جانشین سلیمان، رحبعام، خواهش کردند مالیات‌ها را کاهش دهد، ولی چون رحبعام درخواست آنان را اجابت نکرد، گرد یربعام جمع‌شدند و او را به پادشاهی برگزیدند. تنها دو قبیلهٔ یهودا و بنیامین به دودمان داوود وفادار ماندند.
یربعام نخست شهر شکیم در کوهستان افرائیم را پایتخت قرار داد، ولی سپس پایتخت را به فنوئیل انتقال‌داد. سومین پایتخت او شهر تیرزه بود. 
اقدامات مذهبی یربعام در کتب پادشاهان نکوهیده شده‌است. او دو گوسالهٔ زرین ساخت؛ یکی را در دان، در شمال اسرائیل، نهاد و دیگری را در بیت‌ئیل در جنوب قلمرواش. البته گوساله‌پرستی یک بدعت نزد بنی‌اسرائیل نبود، بلکه اقدام یربعام صرفاً بازگردانی یک سنت آیینی کهن این قوم بود. دو مکان یادشده نیز پیش از این نزد بنی‌اسرائیل از قداست برخوردار بودند.
در سال پنجم پادشاهی یربعام، شیشق، پادشاه مصر به اسرائیل تاخت و رحبعام را شکست داد و اورشلیم را تسخیر نمود، و بعد به قلمرو یربعام در جنوب پادشاهی شمالی هم تعرض‌نمود و از طریق راه ساحلی به مصر بازگشت.
رویداد پسین پادشاهی یربعام، تازش ابیا، جانشین رحبعام، به جنوب اسرائیل بود. ابیا توانست بخشی از کوهستان افرائیم را ضمیمهٔ کشور یهودیه سازد. 

## واژه‌شناسی
دربارهٔ معنای نام یربعام دو نظر وجود دارد. یکی [آن خدا] شمار مردمان را خواهدافزود و دیگری او کسی‌است که در نبردهای مردمان می‌جنگد. نام دوم متضمن واقعیت رهبری شورش بنی‌اسرائیل بر پادشاه وقت -رحبعام- است.